# 해빛초등학교
해빛초등학교는 대한민국 부산광역시 기장군에 있는 공립 초등학교이다.

## 연혁
- 2021년 3월 1일 : 개교